# Iakov Sinaï
Pour les articles homonymes, voir Sinaï (homonymie).
Iakov Grigorievitch Sinaï (en russe : Яков Григорьевич Синай), né le 21 septembre 1935 à Moscou, est un mathématicien et physicien russo-américain.

## Biographie
Doctorat de l'université d'État de Moscou en 1960 sous la direction d'Andreï Kolmogorov.
Il devient professeur à cette université en 1971, et chercheur à l'institut Landau de physique théorique. Il est professeur de mathématiques à l'université de Princeton depuis 1993.

## Travaux
Sinaï est connu pour son travail sur la théorie des systèmes dynamiques, à la théorie ergodique et à la physique mathématique. Parmi les notions mathématiques utilisées en physique et qu'il a définies on compte notamment l’entropie de Kolmogorov-Sinaï, le billard de Sinaï et les marches aléatoires de Sinaï.

## Récompenses
En 2007, il reçoit la médaille Kolmogorov pour son travail sur le groupe de renormalisation.
Il reçoit le prix Leroy P. Steele en 2013 et le prix Abel en 2014.

## Publications
- (ru) Andreï Bolibroukh, Youri Osipov et Iakov Sinaï, Mathematical Events of the Twentieth Century : ouvrage, Berlin-Heidelberg-New York / Moscou, Springer-Verlag / PHASIS, 2006 (ISBN 978-3-540-23235-3, Bibcode 2006metc.book.....A, MR 2179060, zbMATH 1092.01015, lire en ligne).
- (en) Sergio Albeverio, Giuseppe Da Prato, Iakov Sinaï, Franco Flandoli, Michael Röckner, SPDE in hydrodynamic[s] : recent progress and prospects lectures given at the C.I.M.E. Summer School held in Cetraro, Italy August 29 - September 3, Berlin, Springer, 2008 (lire en ligne).

## Référence
1. ↑  (en) « Yakov Sinai, Russian-American mathematician », sur Encyclopædia Britannica.
2. ↑  (en) « Iakov Sinaï », sur le site du Mathematics Genealogy Project
3. 1 2  
Sean Bailly, « Yakov Sinaï, prix Abel 2014 », Pour la science,‎ 26 mars 2014 (lire en ligne)
4. ↑  (en) The Kolmogorov Lecture and Medal
5. ↑  Académie norvégienne des sciences et lettres, « The Abel Prize 2014 », sur abelprize.no (consulté le 7 juillet 2014)